# Старий і хлопчик
«Старий і хлопчик» («Двоє з нас») (фр. Vieil homme et l'enfant, Le) — майже автобіографічний фільм Клода Беррі.

## Сценарій
Клод (Ален Коен), дев'ятирічний єврейський хлопчик, доставляє занадто багато клопоту своїм батькам. Не бажаючи рахуватися зі своїм «особливим» становищем в окупованій Франції, він хоче будь-що-будь вести життя «нормальної» дитини.
Відправлений у село заради його ж безпеки, він знайомиться з «Дідусем» (Мішель Симон), затятим антисемітом і обожнювачем Петена. Зрозуміло, «Дідусь» не підозрює про національність дитини, що звалилася на його голову . Він приймає його з розпростертими обіймами, його зачерствіле серце тане: Клод є для нього уособленням фундаментального принципу допомоги ближньому, особливо якщо цей ближній — дитина.
Оточений любов'ю, Клод втрачає свій «особливий» статус і стає звичайним хлопчиком. Його дитячі страхи і незнання світу вдихають життя в застиглий сільський побут. До «дідуся» повертається його колишня енергія: він із задоволенням грає у містифікації і співає «Оду бормотусі». Він, який раніше любив тільки свого пса, знову починає цікавитися людьми, і відновлює стосунки зі своїм сином Віктором (Роже Карель). Карикатурний образ єврея, який не викликає сумнівів для «Дідуся», для Клода є страшилкою, казковим персонажем на зразок Кащея Безсмертного. Старий і хлопчик упиваються взаємною грою в дитячі страхи.
«Дідусь», старий заржавілий механізм, повертається до життя завдяки енергії допитливої і рухомої дитини, що бажає дізнатися як якомога більше про навколишній світ, незважаючи на антисемітизм і війну.
Стриманість неминучого фіналу демонструє глибоке схиляння перед цією вічною алхімією.
Дитина і майбутній чоловік вступає на дорогу довіри, завдяки пробудженню до любові розчарованого життям старого, який раптово відкриває для себе інстинкт допомоги ближньому.

## Нагороди
- Берлінський кінофестиваль (1967 рік)
  - «Срібний ведмідь» за найкращу чоловічу роль (Мішель Симон)
  - Приз міжнародного євангельського журі
  - Нагорода C.I.D.A.L.C. імені Ганді